# ذكريات علي الطنطاوي (كتاب)
ذكريات علي الطنطاوي كتاب للعلامة السوري الدمشقي علي الطنطاوي. صدرت مجموعة الذكريات في طبعتها الأخيرة في ثمانية أجزاء تمتد عبر 3300 صفحة من القَطْع المتوسط (14×21)، وهي تضم مئتين وأربعاً وأربعين حلقة من ذكريات علي الطنطاوي التي نُشرت في حلقات أسبوعية في مجلة المسلمون أولاً وفي صحيفة الشرق الأوسط لاحقاً بين سنتي 1985 و1989.

## قصة الذكريات
كان تدوين الذكريات ونشرها حلماً حمله علي الطنطاوي في قلبه وأملاً ظل يراوده سنين طوالاً، حتى قال -في بعض سطور مقدمته لكتاب «تعريف عام»- إنه يرضى أن يتنازل عن كل ما كتبه ويوفق الله إلى إكمال ذلك الكتاب (تعريف عام) وكتاب «ذكريات نصف قرن» (كما كان يعتزم أن يسميه).
وتأخر الأمر، وأجّل علي الطنطاوي الشروع في هذا الكتاب ثم ما زال يؤجّل، ومرت السنون بإثر السنين، حتى كان يوم من أيام سنة 1981م جاءه فيه زهير الأيوبي يسعى إلى إقناعه بنشر ذكرياته في مجلة «المسلمون» التي كان قد ابتدأ صدورها في ذلك الحين. قال:
لقد استجاب علي الطنطاوي لهذا الإلحاح وهو لا يتصور ما هو مقدم عليه، فقد هوّنوا عليه الأمر -بداية- حتى راح يتحدث وهم يكتبون ما يقول، وظهرت في مجلة المسلمون حلقتان كذلك، ولكنه ما لبث أن استُثيرت همّته ودبَّت فيه الحماسة فتحول إلى كتابة الحلقات بنفسه، ومضى فيها تجرّ كل حلقة حلقةً بعدها حتى قاربت ربع ألف حلقة!
لقد كانت كتابتها أملاً من آماله العظام، وها هو يحدثنا عنها في مقدمتها في أول الجزء الأول:
ولكنه بدأ -كما قال- على غير خطة أو نظام:
هذا ما كان في ذهنه حين بدأ يكتب الذكريات، فكيف جاءت أجزاؤها الثمانية؟

## محتويات الذكريات

### الجزء الأول
بدأ -كما يمكن لنا أن نتوقع- من طفولة المؤلف المبكرة؛ من أيام دراسته الابتدائية، بل من «الكُتّاب» قبلها، وفيها ذكر للحرب العالمية الأولى وتذكّر لنمط الحياة في الشام في تلك الأيام. ونحن نمضي فيه مع علي الطنطاوي الصغير وهو يتنقل من مدرسة إلى مدرسة، ومن عهد إلى عهد؛ من العهد التركي إلى العربي إلى الاستعمار الفرنسي، ونقرأ عن أيامه في مكتب عنبر (وهو المدرسة الثانوية) وعن شيوخه وأساتذته. ثم نجد والده قد توفي فاضطرب أمره، فانصرف إلى التجارة أمداً يسيراً ثم عاد إلى الدراسة، ونجده قد سافر -بعد النجاح في الثانوية- إلى مصر للدراسة بدار العلوم، ولكنه يقطع السنة قبل تمامها ويعود إلى الشام. وهو يحدّثنا -في مواطن متفرقة من هذا الجزء- عن أصل أسرته وعن أبيه وجده وعن أمه وأسرة أمه. وفي أواخر هذا الجزء نقرأ عن الثورة على الفرنسيين ونقرأ من شعر هذه الثورة الكثير.

### الجزء الثاني
تبدأ صفحة جديدة من الذكريات حين ينشر علي الطنطاوي الشاب، ابن السابعة عشرة، أول مقالة له في الصحف، وتبدأ -بذلك- مرحلة العمل في الصحافة، حيث نقرأ عن الصحف التي عمل بها والصحفيين الذين عمل معهم. ثم نقرأ عن صدور أول مجموعة من مؤلفاته؛ وهي رسائل الإصلاح ورسائل سيف الإسلام، وتمرّ بنا صور من المقاومة الوطنية وأعمال اللجنة العليا لطلاب سوريا. ولا نلبث أن ننتقل مع علي الطنطاوي من هذا الجو إلى التعليم الذي بدأ به مبكراً، ونتنقّل معه من مدرسة إلى أخرى، من سلمية إلى سقبا، ونقرأ بعضاً من تفاصيل سيرته في التعليم. وفي هذا الجزء يحدثنا بتفصيل عن بعض أساتذته ومشايخه. أما أكثر الفصول تأثيراً فهي التي يحدثنا فيها عن أمه وأبيه، وخاصة حين يمضي بنا مثيراً عواطفنا إلى غايتها في الحلقة السابعة والأربعين: «يوم ماتت أمي».

### الجزء الثالث
يبدأ من حيث انتهينا في الجزء الثاني في سقبا بالغوطة، إلى رنكوس؛ المحطة الجديدة في مسيرة علي الطنطاوي في التعليم، ثم مرة أخرى إلى زاكية، المحطة التالية! بعد ذلك نقرأ عن ظهور مجلة الرسالة، ثم لا نلبث أن نمضي مع علي الطنطاوي الرحالة في واحدة من أعجب الرحلات؛ الرحلة إلى الحجاز لاكتشاف طريق الحج البري. ولكن سرد أحداث هذه الرحلة ينقطع مرة لرواية قصة الخط الحديدي الحجازي، ثم ينقطع مرة أخرى لرواية ذكريات عن رمضان، وينقطع ثالثة لرواية ذكريات عن القوة والرياضة. وفي هذا الجزء نقرأ عن محدّث الشام، الشيخ بدر الدين الحسني، ثم ننهيه وقد تركنا الشام إلى بغداد. لقد كانت النقلات السابقة في التعليم من قرية إلى قرية، وها هي الآن نقلة من بلد إلى بلد؛ من الشام إلى العراق!

### الجزء الرابع
جزء حافل بالأحداث والتغيرات الحاسمة. نبدؤه بدروس الأدب في بغداد، ثم نمضي مع ذكريات طنطاوية عن بغداد والعراق؛ عن رمضان في بغداد، ثم عن إيوان كسرى وسُرّ من رأى، وننتقل مع علي الطنطاوي من بغداد إلى البصرة، ثم نترك العراق كله إلى بيروت لنمضي هناك سنة 1937 في كليتها الشرعية، ولكنا لا نلبث أن نعود إلى العراق لنعيش حيناً في المدرسة الغربية في بغداد قبل أن ننتقل إلى كركوك. وأخيراً يعود علي الطنطاوي إلى سوريا فيُعيَّن مدرّساً في دير الزور ولا يمكث فيها غير أمد يسير. ونكمل بقية الجزء في قراءة أخبار المرحلة الجديدة من حياة «القاضي» علي الطنطاوي في دوما ثم في محكمة دمشق. ولا يخلو هذا الجزء -كالعادة- من استطرادات، كرواية ذكريات عن الحرب العالمية الثانية، وتخصيص حلقتين للأطباء؛ واحدة للهجوم عليهم والثانية للدفاع عنهم، وأخيراً حديث عن الحياة الأدبية قبل نصف قرن، وهو حديث ينقطع معنا هنا لنكمله في الجزء التالي.

### الجزء الخامس
يبدأ باستكمال الحديث عن الحياة الأدبية قبل خمسين عاماً، وهو حديث يجرّنا إلى ذكريات أدبية متنوعة. ثم ننتقل -فجأة- إلى ذكريات جزائرية، ثم إلى ذكريات فلسطينية. وهذه الذكريات تنقلنا إلى قضية فلسطين، فنجدنا وقد انتقلنا مع علي الطنطاوي إلى القدس لنحضر مؤتمر القدس الإسلامي، ثم لا نلبث أن نجد أنفسنا في وسط الرحلة دون أن ندري؛ ننتقل من القدس إلى بغداد، ونمر بالموصل وإربيل، ثم نتوقف طويلاً في كراتشي. وهذه الوقفة الطويلة تنقلنا -بلا تكلف- إلى الاستماع لعلي الطنطاوي وهو يروي لنا «قصة باكستان» الممتعة ثم وهو يحدثنا الحديث الشيق عن دهلي، الفردوس الإسلامي المفقود. ولا أدري كيف ننتقل من الهند والسند لنجد أننا قد صرنا في دمشق في يوم الجلاء، وإذا بسلسلة جديدة من الموضوعات يولّد بعضها بعضاً: الجلاء يذكّر بالاستعمار وأساليبه، وهذا يذكّر بإفساد التعليم والأخلاق على الطريقة الفرنسية، وهذه تذكّر بمعركة دروس الديانة في مدارس الشام، وهذه جرّت إلى الحديث عن الدعوة إلى الاشتراكية والعبث بالمناهج أيام الوحدة؛ فما انتهينا من هذا الجزء إلا ونحن نَلِجُ عهد الوحدة ونقرأ عن جمال عبد الناصر كيف استقبلته دمشق ووزيرِه كمال الدين حسين كيف التقى به علماء الشام!

### الجزء السادس
يبدأ من وسط المعمعة؛ من الخطبة التي هزت دمشق، أو التي هزّ بها علي الطنطاوي دمشق بعبارة أصح، ويستطرد الحديث -في عدد من الحلقات اللاحقة- إلى قصة الوحدة وقصة الانفصال، ووقفة عند أسباب الانفصال، ثم قصة ذبح علي الطنطاوي التي روجتها الصحف الناصرية بتفصيلاتها الكاملة. بعد ذلك نعود إلى سلك الذكريات ونستأنف رحلة الشرق التي قطعناها في الجزء الماضي، فننطلق إلى أندونيسيا ونتنقل بين جزائرها ومدائنها، ونتوقف -مرة أخرى- لنسمع حديثاً تاريخياً عن قصة أندونيسيا؛ مع الإسلام ومع اليابانيين والهولنديين والبريطانيين. ولكن لا يسلم هذا الجزء -أيضاً- من استطرادات، فنعيش حلقتين مع صلاة الاستسقاء المشهورة أيام الوحدة في الشام، ونقرأ عن واحدة من معارك علي الطنطاوي الأدبية، وفي آخر الجزء ذكريات عن التعليم والمدارس، ثم حلقتان عن القضاة والمحامين. أما الحلقة الأشد تأثيراً فالتي بدأها المؤلف برثاء شكري فيصل ثم انتقل منه إلى ابنته الشهيدة بنان، وإذا به يأتي بواحدة من أعظم مقطوعات الرثاء في تاريخ الأدب الحديث.

### الجزء السابع
يبدأ بمزيد من ذكريات وصور القضاء، ثم يتنقّل بسرعة بين موضوعات متباينة؛ من أسبوع التسلح بالشام، إلى أخبار عن العلم والعلماء في دمشق قبل نصف قرن، ثم إلى فتنة التيجانية في الشام، ثم إلى الكلية الشرعية في دمشق. بعد ذلك نقرأ حلقة علمية في تصنيف العلوم وأخرى في الفقه والأحوال الشخصية، وهذا الموضوع يقودنا إلى مشروع قانون الأحوال الشخصية الذي اشتغل به علي الطنطاوي ونسافر معه إلى مصر في رحلته إليها من أجله. وبعد وقفات صغيرة وبعض الاستطرادات نبدأ في قراءة تفصيلات الرحلة التي قام بها المؤلف إلى أوربّا في سنة 1970، فنسافر معه إلى ألمانيا وبلجيكا وهولندا، ونقرأ عن الدعوة الإسلامية في هذه البلاد، ونعيش معه أياماً بتفاصيلها في آخن وبروكسل وفي سواهما من مدن ومناطق تلك البلدان الأوربية.

### الجزء الثامن
هو آخر الأجزاء، نعود فيه -بعد انقطاع طويل واستطرادات نقلتنا إلى أقاصي الأرض- إلى القضاء، وندخل مع علي الطنطاوي إلى محكمة النقض بعدما صحبناه وهو يودع المحكمة الشرعية. وبعد أن تعترضنا أشتات من الذكريات نعود إلى السياق، وننتقل مع علي الطنطاوي -هذه المرة- في آخر وأهمّ انتقال له، إلى المملكة العربية السعودية. فنُمضي معه -أولاً- سنة في الرياض، ثم ننتقل معه إلى مكة المكرمة. ونعرج قليلاً على موضوعات متفرقة؛ كتفسير بعض الآيات، وحديث عن تعليم البنات، ووقفة مع أبي الحسن الندوي ومذكراته.
ثم ينتهي بنا المطاف مع علي الطنطاوي إلى آخر الكتاب حيث يقول:

## وصلات خارجية
- موقع علي الطنطاوي